# BEMADER・P
『BEMADER・P』（びめいだー・ぴー）は、『月刊少年チャンピオン』で連載された長谷川裕一の漫画作品である。全4話。長谷川裕一の初期連載作。

## あらすじ
とある中学校には17年前から伝わる謎があった。それは4階西校舎の外れの教室が開かずの間になっていること、そして夕方になると何もないのにその開かずの間から校庭に大きなハート型の影がのびること。主人公・跡辺茶太郎を中心とするアドベンチャー研究同好会が、その謎を解くべく開かずの間に侵入、隠されていた宇宙船を発見し、人工冬眠していた合成人間（ビメイダー）2万とんで4号を目覚めさせてしまった。宇宙船には地球の科学力をはるかに超える地球外文明のアイテムが積まれており、このアイテムとビメイダーをめぐる騒動が描かれる。

## 登場人物
跡辺 茶太郎 （あとべ ちゃたろう）
主人公。アドベンチャー研究同好会（以下アド研）会長。中学校1年生（第3話にて2年に進級）の男子。後の長谷川作品の主人公に多く見られる、行動力旺盛なタイプ。体力オケラなみのくせに危険な冒険を好み、無謀なトライを繰り返す。そのためで騒ぎを起こすことも多く、授業をサボることもしばしば。学校の最大の不思議、開かずの間の探検でビメイダー2万とんで4号と数々のアイテムを発見する。律儀な性格で、活動内容は逐一顧問に報告しているようである。どちらかと言えば冒険は手段ではなく目的であったようなお騒がせ男であったが、パンプとの心の交流を通じて成長していく。パンプの名付け親。
パンプ・カタロナ （またはビメイダー2万とんで4号）
星間商人デラボ・デスの所有していた合成人間（ビメイダー）。本作のヒロイン。商品の紹介兼説明を行なう生きたカタログであり、カタログ・フローというテレパシー能力により相手に商品の概要を瞬時に伝えることができる。劇中時間で17年前宇宙船が事故を起こし、自然発生人（ナチュラリアン）は脱出するが彼女だけは取り残され、仕方なく宇宙船を不可視光線で包み、人工冬眠して救助を待っていた。しかしアド研の侵入により人工冬眠は解除、二度と眠りにはつけなくなってしまった。未知の惑星に取り残された彼女は、宇宙船に残された地球外文明のメカをアド研に提供し、アド研の面々とともに救助を待つこととなる。腰部に甲虫の外羽のような堅い甲皮状の器官があり、そこを中心に透明の内羽が開き空を飛ぶことが出来る。ただし内羽はふとももにまきつく形で収納されているので外羽は保護外皮とは別の意味があるらしい。泣き虫で精神年齢は幼い。一度にプリンアラモードを18杯食べるなど甘党らしく、男子の食事当番で多く出されるカップメンは嫌がっていた。名前の由来はパンフレットとカタログ。
大地 球子 （だいち たまこ）
生徒会副会長で茶太郎の幼馴染。中2（第3話にて3年に進級）の女子でバレーボール部に所属している。アド研には入っていないが茶太郎の心配をして行動を共にすることが多い。開かずの間突入を止めようとして、アド研とともにパンプに出会う。開かずの間が学校側に開放されそうになったときに手を打っておくなど意外と策士。グループの優秀なブレーンである。茶太郎とは一緒にお風呂に入った仲（小学校のとき）。
細久 高志 （ほそく たかし）
アド研の一員で中1の男子（第3話にて2年に進級）。ソーサラー（魔術師）細久と自称する手品好き。ロープマジックを得意としている。同じアド研の宇崎美々子と付き合っている。ノリは軽く茶太郎と馬鹿騒ぎをするのが好きなようだ。
大月 満円 （おおつき みつまる）
アド研の一員で顔まね名人の中1男子（第3話にて2年に進級）。ギャグ担当。
宇崎 美々子 （うざき みみこ）
アド研の一員でデータベースと称されるほどの情報担当。中1の女子（第3話にて2年に進級）。細久とは相思相愛。名前の通り両脇で上に束ねた髪型がチャームポイント。
狩尾 理文 （かりお りふみ）
アド研の顧問で、どちらかと言えばぐーたらな、美人女教師。外見は『マップス』のリプミラ・グァイスに酷似(名前はリプミラ・グァイスとカリオンに用いられている)。開かずの間の秘密を知る唯一の大人。
宇宙船内のメカを使用するに際して、以下の三カ条。
- 金儲けに使ってはいけない。
- 外で使ってはいけない。
- 人助けに使ってはいけない。

とアド研に課した。プロレス技を得意としており、禁を破った生徒にはサソリ固めをくらわす。
元々パンプの語った宇宙船の事故に関しては懐疑的で「デラボが何故地球にやって来たのか?」と疑問を感じていた。そのため、意図を覚られぬようにパンプからばらばらとメカを借り、宇宙船のメインコンピュータにアクセスして宇宙船とそのメカに隠された重大な秘密を知る。
デラボ・デス
銀河を駆ける宇宙商人でありパンプの所有者。残されたメカから推測するにかなりインチキくさい商人というイメージだったが、実は武器密輸商であり、地球の各国または個人に推定7 - 8台の兵器を売りに来ていた。『マップス』でヘクススキー教授が驚愕していたように、地球の最新鋭戦闘機であっても「油を燃やして飛んでいる」だけで銀河中央ではとんでもないアンティークとして高値がつくことから密輸出が絶えない。密輸入された兵器は銀河警察への発覚が遅れるよう18年経たないと使えないようにロックされている。証拠隠滅をかねてパンプと宇宙船を捨てたらしい。
酒井 秀明 （さかい ひであき）
新年度から赴任した新任の校長。どう見ても30代半ばの老け顔だが21歳の新進気鋭の学生社長。オムレツをメインとしたファストフードチェーンを展開しタコヤキバリエーションやアイスミソシルにより成功を収める。
前年度に起きた学校火災に現れた宇宙人（フォトンプロテクターを装着した茶太郎）の情報から、主人公たちの学校に「地球の技術を遥かに上回る存在」がいると読んで、更なる金儲けのために（裏金まで使って）中学校の校長となり開かずの間の秘密を突き止めようとした。“最低男（ワーストマン）”と呼ぶ手下がいる。
金儲けが目的とはいえ「あえてタブーに挑戦する」を座右の銘とする人物。
最低男 （ワーストマン）
前述の酒井校長の手下で1号、2号、3号の3名。
酒井氏が経営する店で食い逃げしようとしてつかまり、官憲への通報・請求を含めた親など保護責任者への連絡をしない代わりに最低男となった者たち。1号と2号はオムレツ6杯、ポテト7つ、ジュース12杯を踏み倒そうとしたそうだが、後に登場した3号は何を食い逃げしようとしたかは不明。
学校にもぐり込むために制服は着ていたが、一応社会人らしい（1号の言）。

## 登場メカ
宇宙船含め多くのメカが登場する。各マシンに使用されている技術はどれも地球のテクノロジーをはるかに凌駕するが、あからさまな欠点や使用用途に疑問を感じる物も多い。茶太郎たちは「宇宙商人の長い長い行商の末に残った売れ残り品」ではないかと予想している。
イアウ・ユチウ号
全長およそ49mのハート型恒星間宇宙船。内部は空間圧縮によって144倍（約300立方km）のスペースがある。メインエンジンは死んでいるがサブ動力は生きているらしく、光学迷彩や重力制御が行えるようだが夕方には大きな影ができてしまう。
サングラス
船のコンピュータとリンクし、通信機能を持つ個人用端末。船に掛けられた光学迷彩を無効化して観る事ができるほか、船内のメカを呼び出すことができる。
ウェザース
気象制御システムを持つ二人乗りマシン。形状的には「でかいオタマジャクシ」。
ラウンドフェニックス
光子装甲服「フォトンプロテクター」装着システムを内蔵した一人用マシン。フォトンプロテクターは光子エネルギーを変換して着た者の力を5倍〜5万倍まで倍化するが、倍率に比例して倍率の1/10程度に倍化された「痛み」が返ってくるという欠点があり、倍化を最大レベルまで上げると空気に触れる感覚すら痛みになる。さらにエネルギーがある限り稼働し続ける仕様で、一度装着すると光子エネルギーが規定値以下になる「夜（もしくは光がほぼ差し込まない場所に移動する）」まで解除できない。
なお、これらの欠点がカタログ・フローによって伝えられなかった理由は主人であったデラボに「そんな事知られたら誰も買わないから黙っていろ」と言われていたから。
ラビック
小型の情報収集マシン。少なくとも地下下水道からのレーダー探査で地上の屋内エレベーターに閉じ込められた人間のコンディションが測定できる。
顔まね百倍マシーン
マスクを付けた人間の顔を「100倍サイズ」で真似するという、少なくとも地球人にとっては意味不明も極まりないメカ。
空間トンネル
繋げたパイプ状のデバイスをくぐる事で任意の場所と場所を繋ぐという、いわば「天狗の抜け穴」。「開かずの教室」の隠ぺい工作に使用し、教室の出入り口と宇宙船内部に拵えた「ダミー教室」を繋いでいる。
ジジーノテ
マゴノテの代わりに出した。360度ボールジョイントによってリアルな動きを再現した背中掻きの名器らしく、姉妹品に「ババアノテ」が存在する。
高性能ハッカープログラム解析装置、宇宙語翻訳機、人工声帯
理文がパンプから借りたメカ。これで船のコンピュータから事の真相を聞きだした。
満円と細久のマシン
宇宙船内で戦闘ごっこをしていた。名称は不明だが、満円のマシンは地中を掘り進む事も可能で、使い勝手の良さから宇宙船に元からあった（もしくは別途購入した）備品の可能性が高い。

## 関連作
8時限目の授業
『マップス』のノーラコミックス版単行本15巻に収録。作者の読切作品「からまわりした時計」のソフトリメイクだが、本作のキャラクターが再登場している。

## ネッシー2001
単行本『BEMADER・P』に併録されている読切。この作品のほかに「魔夏の戦士」も収録。

### あらすじ（ネッシー2001）
西暦2001年、ネス湖では一大騒動が起こっていた。地球最後の謎と呼ばれていたネッシーの鮮明な写真が初めて撮影され、ローウェン・モーターズが600万ドルの懸賞金をネッシーにかけたのだ。何十もの調査隊でごった返すネス湖周辺。日本から調査に来ていたアキラとホクトはその騒動に巻き込まれ迷惑していた。そんなときに知り合ったキャサリンという少女はネッシーの友達だと言う。果たしてネッシーの正体とは？
この作品に登場したネッシー（と呼ばれたもの）のデザインは「マン・バイト 蒼空猟域」にて“ビフロンズの眼”という存在に流用された。

## 単行本
- 長谷川裕一『BEMADER・P』秋田書店〈少年チャンピオンコミックスエクストラ〉1989年9月25日初版、ISBN 4-253-13206-5